# Melittina
Melittina é um gênero de traça pertencente à família Brachodidae.